# Ручки (Лохвицкий район)
Ручки (укр. Ручки) — село,
Белогорильский сельский совет,
Лохвицкий район,
Полтавская область,
Украина.
Код КОАТУУ — 5322680703. Население по переписи 2001 года составляло 21 человек.

## Географическое положение
Село Ручки находится на левом берегу реки Сула,
выше по течению на расстоянии в 1,5 км расположено село Белогорилка,
ниже по течению на расстоянии в 2 км расположено село Лука,
на противоположном берегу — село Свиридовка.
Река в этом месте извилистая, образует лиманы, старицы и заболоченные озёра.

## История
- 1500 — дата основания.